# Alles bleibt anders (Roman)
Alles bleibt anders ist ein alternativweltgeschichtlicher Roman des deutschen Schriftstellers Siegfried Langer und erschien 2008 als dessen Debütroman über den Atlantis Verlag. Der Roman spielt in einer Welt, in der das nationalsozialistische Deutschland den Zweiten Weltkrieg gewonnen hat und den europäischen Kontinent sowie Afrika beherrscht und unterdrückt. Es handelt sich um das einzige der Alternativweltgeschichte zuzurechnende Werk des Autors, der sich danach vor allem Kriminalromanen und später auch phantastischen Werken widmete.
Der Roman wurde sowohl für den Deutschen Phantastik Preis als auch für den Kurd-Laßwitz-Preis nominiert.

## Handlung

### Teil 1
2008: Frank Miller findet sich in Berlin am Görlitzer Bahnhof wieder und kann sich nicht erinnern, wer er ist. Er trägt nichts bei sich außer einem Medaillon, in dem sich eine Art Knopf befindet. Er läuft umher und hat noch grobe Erinnerungen an die Stadt in sich. Er gelangt so in eine Straße, wo er offenbar früher gewohnt hat, denn ein älterer Nachbar erkennt ihn wieder. Dieser meint, dass er vor einiger Zeit Franks Mutter auf dem Friedhof begegnet war. Er meint, dass es komisch sei, weil sie meinte, das Grab ihres verstorbenen Mannes und Sohnes aufzusuchen. Frank begibt sich zum Friedhof und findet dort seine Mutter wieder, die ihn sogleich wiedererkennt. Frank steht selbst vor dem Grabstein, der aussagt, dass er 2005 gestorben sei. Seine Mutter war sich jedoch immer sicher, dass er noch am Leben sei. Sie nimmt ihn bei sich in der Wohnung auf. Frank entdeckt ein Bild, das ihn und seine Verlobte zeigt und er beschließt, diese aufzusuchen. Sie ist inzwischen mit Dieter Wiegand, einem aufstrebenden Arzt, der in den letzten Jahren völlig neue Impulse in der Forschung setzt, verheiratet. Claire hält Frank zunächst für einen Betrüger, trifft sich schließlich aber mit ihm am Großen Müggelsee. Als Frank später die Universitätsklinik aufsucht, um weitere Hinweise über sein bisheriges Leben zu finden, trifft er auf einen Studienkollegen, der über seine Auftauchen zunächst völlig überrascht ist, ihn aber zum Essen einlädt. Von ihm erfährt er, dass Wiegand nicht, wie er selbst gegenüber Claire behauptete, ein enger Freund von ihnen gewesen sei. Von einem Psychologen, bei dem er war, um über das Erlebte zu sprechen, erfährt er, dass Wiegand erst kürzlich mit einigen anderen Personen eine neue Partei gegründet hat, die sie Nationalsozialistische Deutsche Arbeiter-Partei (NSDAP) genannt haben, deren Hauptaugenmerk es sei, deutsche Interessen zu vertreten.
Später merkt Frank, dass er verfolgt wird und wird von schließlich von einem Unbekannten mit einem Messer angegriffen, kann den Angreifer jedoch in die Flucht schlagen. Als dann auch noch die Wohnung seiner Mutter von Unbekannten durchsucht wird, ahnt er, dass es mit dem Medaillon zu tun haben könnte. Dieses vergräbt er sicherheitshalber auf dem Friedhof beim Familiengrab.
Claire taucht beim nächsten Treffen nicht mehr auf und er begibt sich zu ihrem Haus, wo er feststellen muss, dass die junge Frau plötzlich sehr krank ist. Er vermutet, dass Wiegand ihr irgendetwas verabreicht hat, um sie in diesen Zustand zu versetzen. Plötzlich kommt ihm ein Einfall, was er zu tun hat. Er begibt sich zum Friedhof und gräbt das rätselhafte Medaillon aus und drückt schließlich den dortigen Knopf.

### Teil 2
2008: Frank Miller hat nach einem vierjährigen Militärdienst im Osten des Deutschen Reiches ein Studium der Physik in Oxford in der Region Angelsachsen, dem früheren England, begonnen. Dort trifft er auf seine alte Jugendfreundin Karen Degner wieder. Sie stellt ihm nach einer Vorlesung einen ihrer Dozenten, Robert Gothaer, vor. Dieser lädt Frank ein, am Abend zu ihm in die Wohnung zu kommen, wo sie einen kleinen privaten Diskussionszirkel haben. Frank begibt sich mit Karen dorthin, außer ihnen und Gothaer finden sich dort noch zwei weitere Studenten: Tristan Hartwig und Dieter Wiegand. Frank erfährt schnell, dass es sich um mehr als einen Diskussionszirkel handelt – alle Personen stehen der NSDAP feindlich gegenüber. Hartwig, der optisch dem Ideal der nordischen Rasse entspricht, war von klein auf rassenbiologischen Untersuchungen ausgesetzt, seine Eltern gaben ihn schließlich weg, nachdem das Kind aber nicht sprechen wollte. Wiegand gibt an, ein Erwachungserlebnis gehabt zu haben, als er als Doktorand an der Charité in der Reichshauptstadt Germania erfuhr, dass es eine unterirdische Forschungsanlage gibt, wo man grausame Experte an Menschen – Zigeuner und Schwarze – durchführt. Frank öffnet sich schließlich auch und erzählt, dass er als Soldat im Osten mitbekam, wie der einheimischen slawischen Bevölkerung Organe entnommen werden und durch gezielte Maßnahmen heimlich Unfruchtbarmachungen vorgenommen werden, um die Bevölkerung auf diese Weise zu dezimieren. Gothaer meint, dass er mit seinen Forschungen an etwas arbeite, mit dem er möglich wäre, bereits geschehene Verbrechen rückgängig zu machen.
Bei weiteren Treffen lässt Gothaer durchblicken, was er genau im Sinn hat: Er hat den Nachweis gefunden, dass es eine Reihe paralleler Universen gibt. Er erhofft sich, dass darunter auch eine Welt ist, wo der Nationalsozialismus besiegt wurde und hofft, mit den aus dieser Welt gewonnenen Informationen dann dauerhaft die Zeitlinie verändern zu können. Frank kann davon überzeugt werden, dass es technisch möglich ist, indem er für kurze Zeit in ein Paralleluniversum geschickt wird, das sich nur minimal von seiner eigenen Welt unterscheidet.
Gothaers Forschungen sind jedoch auch dem System selbst bekannt. Inzwischen werden auch in der Hauptstadt Forschungen hinsichtlich paralleler Welten betrieben. Gothaer steht in regelmäßigem Austausch mit Professor Lothar Hemmbacher, dem hierbei führenden Wissenschaftler. Gothaer hat jedoch eine Reihe von Informationen zurückgehalten, sodass Hemmbacher noch deutlich zurückliegt, allerdings holt er beständig auf. Als eine Tagung in Germania zum Stand der Forschung stattfindet, begeben sie sich alle fünf nach dorthin und bauen nach Dienstende heimlich in einer Lagerhalle ihre Maschine auf, die sie zuvor in Einzelteilen von Oxford nach Germania gebracht haben. Sie haben zwei Zeitlinien entdeckt, in denen bereits vor 1999, also bevor Gothaer seine Forschungen begann, Abweichungen eingetreten sind: Eine Welt hat ihren Abweichpunkt im Jahr 1399, die andere im Jahr 1944. Da alle vier Studenten ursprünglich aus Germania stammen, sollen sie zwei von ihnen in die letztere begeben und für kurze Zeit ihre Alter Egos in der anderen Zeitlinie übernehmen und Informationen über die Geschichte dieser Welt beschaffen.
Da Karen überraschend von der Gestapo verhaftet wird, begeben sich Dieter und Frank in diese Welt. Dieter zuerst, Frank folgt ihm einige Zeit später.
In der anderen Welt ist Frank Miller gerade voller Freude darüber, dass Claire seinen Heiratsantrag angenommen hat. Als er am Görlitzer Bahnhof ist, taucht plötzlich Dieter Wiegand auf, den er nur vom Sehen her kennt. Dieser fordert ihn auf, ihm seinen Signalgeber zu geben, Miller weiß jedoch nicht, von was er redet. Wiegand geht schließlich auf ihn los, und dabei gerät Miller vor einen einfahrenden Zug.

### Teil 3
Frank hat sich in eine Kirche begeben, wo er zur Jungfrau Maria betet, denn Claire war sehr religiös und er hatte gemerkt, welche Kraft ihr dies gegeben hat. Plötzlich taucht Karen auf – man hat sein Signal empfangen und war erstaunt, dass er nach all der Zeit noch lebt. Keiner hatte gewusst, was aus ihm und Dieter geschehen war. Karen erzählt ihm, was bei ihnen in der Zwischenzeit geschehen ist und Frank erfährt, dass Wiegand ein doppeltes Spiel betrieben hat und in Wirklichkeit Nationalsozialist ist. Es ist der Gruppe inzwischen gelungen, wieder zusammenzutreffen und auf Bornholm die Forschungen wieder aufzugreifen, allerdings dauerte es, bis man den damaligen Stand wieder erreichte.
Frank erzählt Karen, dass Dieter inzwischen in dieser Welt die NSDAP begründet hat – das Übel, das sie tilgen wollten, beginnt nun also hier Wurzeln zu schlagen. Sie sind der Meinung, dass man dies korrigieren muss. Sie wollen daher herausfinden, was er mit Claire vorhat, die er unter Medikamente gesetzt hat. Sie finden heraus, dass diese in die Charité geschafft wurde und es gelingt ihnen in die dortige Psychiatrie zu gelangen. Als sie Claire befreien wollen, taucht Wiegand mit einer Pistole auf und zwingt sie, sich in einen Keller zu begeben, wo er vorhat, sie zu erschießen. Bei dem Versuch, sich zu wehren, wird Dieter getötet, Karen jedoch lebensgefährlich verletzt.

### Teil 4
Zurück in ihrer eigenen Welt kann für Karen nichts mehr getan werden, sie stirbt. Inzwischen weiß die Gruppe, dass Dieter die Maschine manipuliert hatte und sie deshalb in der 1399-Welt und nicht der 1944-Welt gelandet waren. Tristan und Frank begeben sich nun in die letztere und finden sich dort in einer völlig veränderten deutschen Hauptstadt vor. Ihnen fällt vor allem auf, dass alles verdreckt und voller Müll ist, zudem sehr viele Fremde (Schwarze, Araber, Türken) hier leben. Sie gelangen in die Amerika-Gedenk-Bibliothek und finden so heraus, was in dieser Welt anders gelaufen ist: Die Landung in der Normandie wurde nicht am 5., sondern erst am 6. Juni gestartet, hier waren die Wetterverhältnisse besser. Entschieden wurde dies durch den amerikanischen Militär-Meteorologen James Martin Stagg.
Mit diesen Informationen kehren sie in ihre Welt zurück. Dort zeigt sich Bestürzung über das, was die beiden berichtet haben. Eine Veränderung der Zeitlinie würde die Vernichtung des deutschen Ostens und seiner Kultur bedeutet und Leid für Millionen Deutsche durch Tod und Vertreibung bringen. Dennoch kommt man zur Ansicht, dass diese Welt besser wäre als ein Europa, das völlig unter der nationalsozialistischen Diktatur steht. Da Gothaer der einzige ist, der aufgrund seiner Herkunft Englisch kann, tritt er die Reise an, Frank begleitet ihn. Es gelingt ihnen, das Militärlager zu finden, in dem sich Stagg befindet und können bewirken, dass dieser mit ihnen spricht. Sie schaffen es, diesen zu überzeugen, dass er die Invasion wegen des Wetters um einen Tag verschieben lässt. Damit, so denken sie, müsste die Geschichte korrigiert worden sein, und ihre eigene Welt besteht nicht mehr. Als sie auf ihre Signalgeber drücken, werden sie jedoch in die ihnen bekannte Welt zurückbefördert und müssen sich eingestehen, dass ihr Unternehmen gescheitert ist: Die Zeitlinie wurde nicht verändert. Sie müssen erkennen, dass die Vergangenheit unveränderlich ist, sie haben damit nur eine Reihe neuer Welten erzeugt, die seit 1944 Abweichungen besitzen. So bleibt ihnen nur die Möglichkeit, den Nationalsozialismus in ihrer eigenen Zeit zu bekämpfen.
Miller entscheidet sich allerdings dafür, den Schaden, den sie durch ihre Tätigkeit angerichtet haben, auszubügeln, indem er – ohne einen Signalgeber, womit seine Rückkehr ausgeschlossen ist – sich zurück in die 1399-Welt begibt. Er hofft nicht nur, dort das Übel, das Wiegand dort gesät hat, zu bekämpfen, sondern auch endlich Claire, in die er sich verliebt hat, als Frau an seiner Seite zu haben und zudem seiner dortigen Mutter beizustehen.

## Dargestellte Welten
Die erste im Roman beschriebene Welt besteht aus einem Deutschen Reich, das sich im Jahre 2008 mehr oder weniger noch auf dem Stand des Deutschen Kaiserreichs befindet, es handelt sich auch nach wie vor um eine Monarchie. Entstanden ist diese Welt dadurch, dass Johannes Gutenberg, der Erfinder des Buchdrucks, bei seiner Geburt gestorben ist. Diese Technik wird erst gut hundert Jahre später von einem österreichischen Mönch entwickelt, wodurch es zu einer technologischen Verzögerung kam. Es gibt allerdings auch noch mindestens eine weitere Abweichung, so erfährt man etwa, dass der Wiener Psychologe Sigmund Freud im Jahr 1900 bei einem Unfall ums Leben kam und somit keine große Wirkung mehr auf die Psychologie hatte.
In der zweiten Welt, ebenfalls im Jahre 2008, hat das nationalsozialistische Deutschland den Zweiten Weltkrieg gewonnen. Der Grund hierfür ist, dass die alliierte Landung in der Normandie statt am 6. Juli einen Tag vorher stattfand und scheiterte, weil die Wetterbedingungen deutlich schlechter waren. So gelang es dem Deutschen Reich, die Ostfront zu halten, Stalingrad konnte zwei Jahre nach der dortigen Niederlage in einem zweiten Angriff eingenommen werden, was die Sowjetunion zur Kapitulation zwang. Großbritannien wurde als letztes freies Land Europas erobert, mit einer Atombombe auf Casablanca wurde 1945 auch der letzte amerikanische Nachschubpunkt vernichtet. Auf dem Gebiet der Krim existiert der Gotengau, Stalingrad wurde nicht wie Moskau und Leningrad dem Erdboden gleichgemacht, sondern in Stadt des Endsiegs umbenannt.
In vielen Orten in Europa wurden große Teile der bestehenden einheimischen Architektur durch einen neuen, aus Deutschland stammenden modernen Baustil ersetzt. Im Osten des Reiches, den früheren slawischen Gebieten, geht entgegen der offiziellen Propaganda der Krieg weiter, dort gibt es immer noch Widerstand, wenngleich durch medizinische Maßnahmen dort daran gearbeitet wird, die dortige Bevölkerung zu reduzieren. In Serbien etwa wurde zudem eine Reihe grausamer Kriegsverbrechen begonnen.
England ist dem Reich einverleibt worden, die traditionellen Ortsnamen wurden nicht wie ursprünglich geplant eingedeutscht (etwa Ochsenfurt statt Oxford), sondern beibehalten. Allerdings wird dort inzwischen nicht mehr Englisch, sondern ausschließlich Deutsch gesprochen. Dies betrifft auch das übrige Europa. Französisch und Rätoromanisch wird nur noch in ein paar abgelegenen Alpengebieten gesprochen.
Die dritte Welt hingegen entspricht der tatsächlichen Gegenwart.

## Verkaufszahlen
Langer selbst gab an, dass sein Roman, der im Dezember 2008 veröffentlicht wurde, in den Monaten danach Verkaufszahlen von mehr als 7.000 Stück erreichen konnte, was für „einen Kleinverlag ohne nennenswerte Buchhandelspräsenz und ohne jegliches Marketingbudget ein erstaunliches Ergebnis“ darstelle. Langers nächsten beide Romane – nun keine Science-Fiction-Werke mehr, sondern Kriminalromane – wurden dann beim Ullstein-Verlag veröffentlicht und erreichten laut Eigenaussage Verkäufe im fünfstelligen Bereich.

## Rezeption
Die österreichische Tageszeitung Der Standard urteilte, dass es Langer angesichts der bereits bestehenden Romane zu dem Thema gelungen sei, zum Thema eines im Zweiten Weltkrieg siegreichen Dritten Reichs „einen eigenen Zugang zu finden“. Von der Anlage her erinnere der Roman am ehesten noch an Making History von Stephen Fry, besitze jedoch andere Voraussetzungen. Der Debütroman sei spannend und überrasche mehrfach mit Schauplatz- und Handlungswechseln. Als eines der Glanzlichter wird die Schilderung des zeitgenössischen Berlins durch die Augen der Protagonisten hervorgehoben.
Wolfgang Brandt meinte auf der Seite Geisterspiegel, dass der Roman, auch wenn in dessen ersten Teil noch unklar ist, wohin genau sich die Handlung entwickelt, mit einer Reihe von historisch verbriefter Fakten gefüllt sei, die Langer stilistisch gekonnt einsetze. „Es sind nicht nur die Beschreibungen der jeweiligen Zeitepochen, die die Glaubwürdigkeit dieses Science-Fiction Romans unterstreichen. Vielmehr ist es die düstere, beklemmende und gefahrvolle Atmosphäre der jeweiligen Alternativwelt, in der sich die Protagonisten befinden.“ So würde man sich bei den beschriebenen Verschwörern etwa an die Weiße Rose oder den Kreisauer Kreis erinnert fühlen. Brandt wertet den Roman – besonders mit Hinblick auf das Ende, das deutlich macht, dass man die Vergangenheit nicht verändern kann – „als Appell und Mahnung zugleich, diese düstere Zeit einerseits nicht in Vergessenheit geraten, andererseits diese nicht erneut aufkommen zu lassen“, im Mittelpunkt stehe „couragiertes und aktives Handeln, um unsere Gegenwart zu verändern“.
Die Seite zauberspiegel-online.de bezeichnete den Roman als „klasse Geschichte“, man habe „einen wirklich düster-beklemmenden aber auch unterhaltsamen Roman“ vor sich liegen. Bemängelt wurde allerdings bei der Gestaltung, dass das Cover „nicht wirklich gelungen“ sei, so sei der Taschenbuch-Umschlag nicht schön anzusehen, die Schrift darauf wirke verschwommen. Das Fazit lautete: „Zeit ist nicht gleich Zeit. Dieser Roman stellt in uns selbst auch die Frage wie wirklich wir eigentlich sind.“
Carsten Kuhr meinte auf der Seite phantastik-news.de, dass Langer „eine ungewöhnliche Herangehensweise“ an das Thema nutze, indem er seine Handlung nicht in einem NS-Deutschland beginnen lässt, sondern in einem Deutschland, das an die Wilhelminische Ära erinnert. Das denn beschriebene NS-Europa schildert er „aus Sicht des kleinen Mannes“, der sich Repressalien, Bespitzelung und Gewalt durch Gestapo und SS gegenübersieht. „Ohne den erhobenen Zeigefinger, rein durch eine fast nüchtern, ja teilweise unterkühlt zu nennende Berichterstattung lernen wir den Unterdrückungsstaat kennen und fürchten. Das wirkt gerade wegen seiner Alltäglichkeit verstörend und beklemmend, beängstigend real.“ Insgesamt wird der Roman als atmosphärisch dicht und stilistisch flüssig beschrieben, die teilweise etwas plötzlichen Szenenwechsel hingegen würden leicht störend wirken. Langer zeige mit seinem Werk „dass man nicht immer lauten Kanonendonner braucht, um warnend seine Leser zu mahnen, ob der Gefahr die unauffällig schlummert und sich immer einmal wieder regt – die Gefahr der Intoleranz, der Indoktrination und des Radikalismus, die unabhängig welche Ideologie sich dahinter versteckt die Menschen in den Untergang reißt.“
Alfred Kruse meinte auf fictionfantasy.de, dass Langers Roman in der Tradition von Romane wie Carl Amerys An den Feuern der Leyermark, Norman Spinrads Der stählerne Traum, Phil K. Dick Das Orakel vom Berge oder den Romanen von L. Neil Smith stehe, die man stilistisch und inhaltlich als Vorbilder nennen könne. An diesen, so Kruse, müsse sich der Roman messen lassen, Langers Debüt könne hierbei aber durchaus mithalten. Man spüre laut Kruse als Leser, „wieviel Arbeit der Autor sich mit dem Entwurf der Welten gemacht hat“, die Spekulationen über anders Entwicklungen der Geschichte würden fundiert wirken. Als einen „der großen Vorzüge dieses Romans“ bezeichnet er den Umstand, dass der Leser nicht durch „einen primitiven Action-Plot“ gelangweilt wird, sondern eine konsistente Darstellung geboten wird. Insgesamt seien die Inszenierung der Geschichte innerhalb der verschiedenen Welten schlüssig. Kruse hob das Fazit des Autors, dass man nicht versuchen sollte, die Vergangenheit zu verändern, sondern stattdessen in der Gegenwart etwas verändern sollte, hervor. Sein Kollege Erik Schreiber sieht im Konzept des Romans Ähnlichkeiten zur Fernsehserie Sliders – Das Tor in eine fremde Dimension, das Werk insgesamt gefiel. Bemängelt wurde allerdings die Aufmachung des Buches, dessen Schrift mit Punkt 10 nicht leserfreundlich sei.
Christel Scheja wertete auf der Seite fantasyguide.de den Anfang des Romans als etwas zäh, danach sei er allerdings flüssig zu lesen und entfalte Spannung. Langer rege den Leser zum Nachdenken an, gehe aber nicht zu sehr ins Detail, die von ihm erwähnten Punkte seien allerdings logisch weitergeführt, wie man etwa an beschriebenen Experimenten an Menschen, um Rassentheorien zu stützen, sehen könne. Das Ende wertete sie hingegen als „etwas ernüchternd“, es komme „nicht ganz an die wirklich starken Momente des Bandes im Mittelteil heran“. Insgesamt sei der Roman aber „eine interessante und ungewöhnliche Science Fiction-Geschichte, die Unterhaltung und Anspruch gelungen miteinander zu verbinden weiß“.
Armin Möhle erwähnte auf phantastiknews.de in einer Besprechung zu Im Jahre Ragnarök von Oliver Henkel, dass Alles bleibt anders einen „ambitionierten, aber nicht völlig logischen Roman“ darstelle.